# 拉布埃尔
拉布埃尔（法語：Labouheyre，法語發音：[labuɛʁ]），法国西南部城市，新阿基坦大区朗德省的一个市镇，隶属于蒙德马桑区，其市镇面积为36.13平方公里，2022年1月1日时人口数量为2,883人，在法国城市中排名第4,023位。
拉布埃尔位于朗德省西北部，朗德森林腹地，A63高速公路和波尔多－伊伦铁路经过该市。

## 地名来源

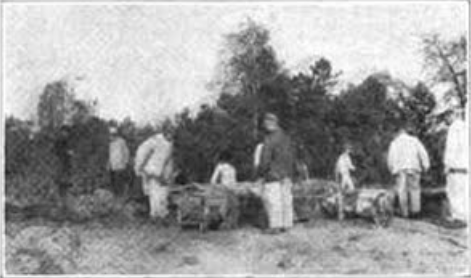
一战结束后拉布埃尔境内的战俘劳工

“拉布埃尔”最初的写法为“La Boueheyre”，1801年更为现名。该名称可能来源于拉丁语单词“bovaria”，意为“牛棚”。
拉布埃尔在加斯科涅语中写作“La Bohèira”或“La Havoèrade”。

## 历史
拉布埃尔历史上长期为一处普通村落，公元15世纪左右当地出现了首处教堂。法国大革命后，拉布埃尔成为朗德省的一个市镇。工业革命期间，连接波尔多和西班牙之间的铁路由此通过，在1955年的一次列车试验中，一台CC 7100型电力机车在拉布埃尔附近的路段创造了330.8km/h的记录，成为当时世界上速度最快的电力机车。

## 地理

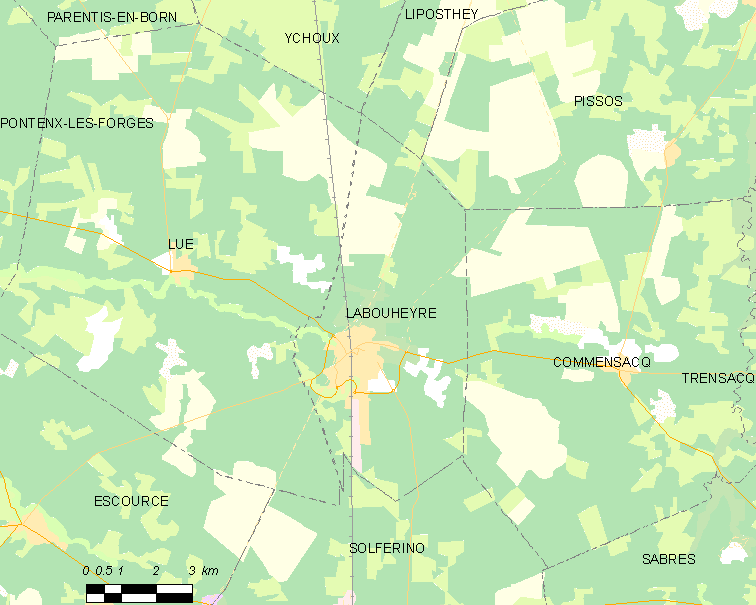
拉布埃尔市镇范围地图

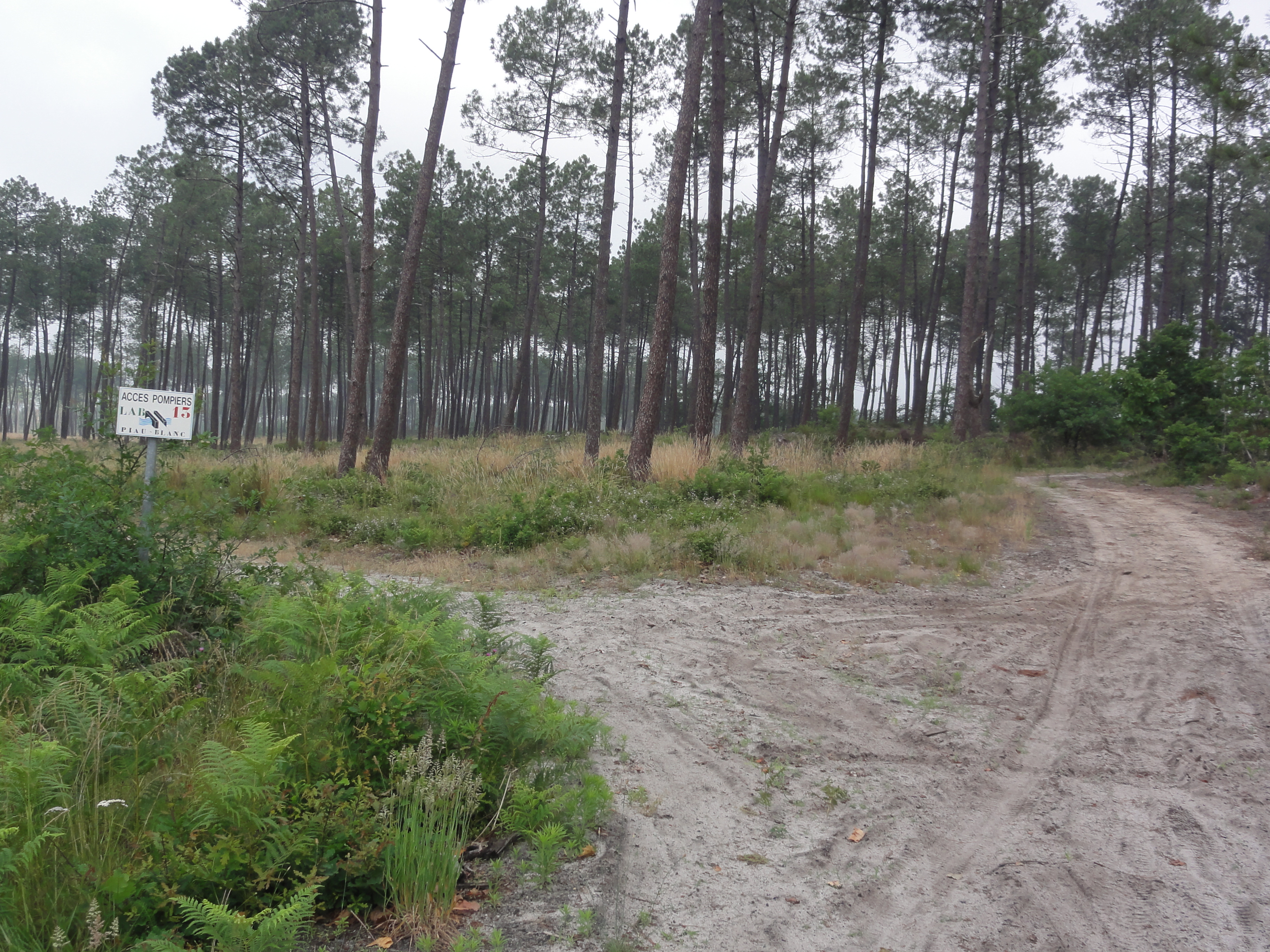
拉布埃尔附近的林地

拉布埃尔位于法国西南部，新阿基坦大区西南部和朗德省北部偏西，距离省会蒙德马桑大约54公里。与拉布埃尔接壤的市镇包括：科芒萨克、利波斯泰、吕村、皮索斯、索尔费里诺、伊舒克斯。

### 地形
拉布埃尔位于朗德平原腹地，境内以平原为主，全境海拔在57到84米之间。

### 水文
康特卢溪流经境内，该河独立入海。此外拉布埃尔境内还有多处水塘，其中巴里特湖面积达2公顷。

### 植被
拉布埃尔位于朗德森林腹地，属于温带阔叶混交林区，市区周边有大片林地分布。
在鲜花城市的评比中，拉布埃尔被评为1星级鲜花城市。

### 气候
拉布埃尔在柯本气候分类法中属于温带海洋性气候。

## 行政区划
拉布埃尔是法国新阿基坦大区朗德省的一个市镇，编号为40134。拉布埃尔隶属于蒙德马桑区、朗德省第一选区以及高朗德阿马尼亚克县，同时也是高朗德之心市镇公共社区的组成部分。
法国国家统计与经济研究所（简称）在进行数据统计时，未将拉布埃尔划入任何城市核心区（Unité urbaine）、城市区（Aire urbaine）以及城市辐射区（Aire d'attraction）。此外，还将拉布埃尔市镇整体看作一个“块区”（IRIS）。

## 交通

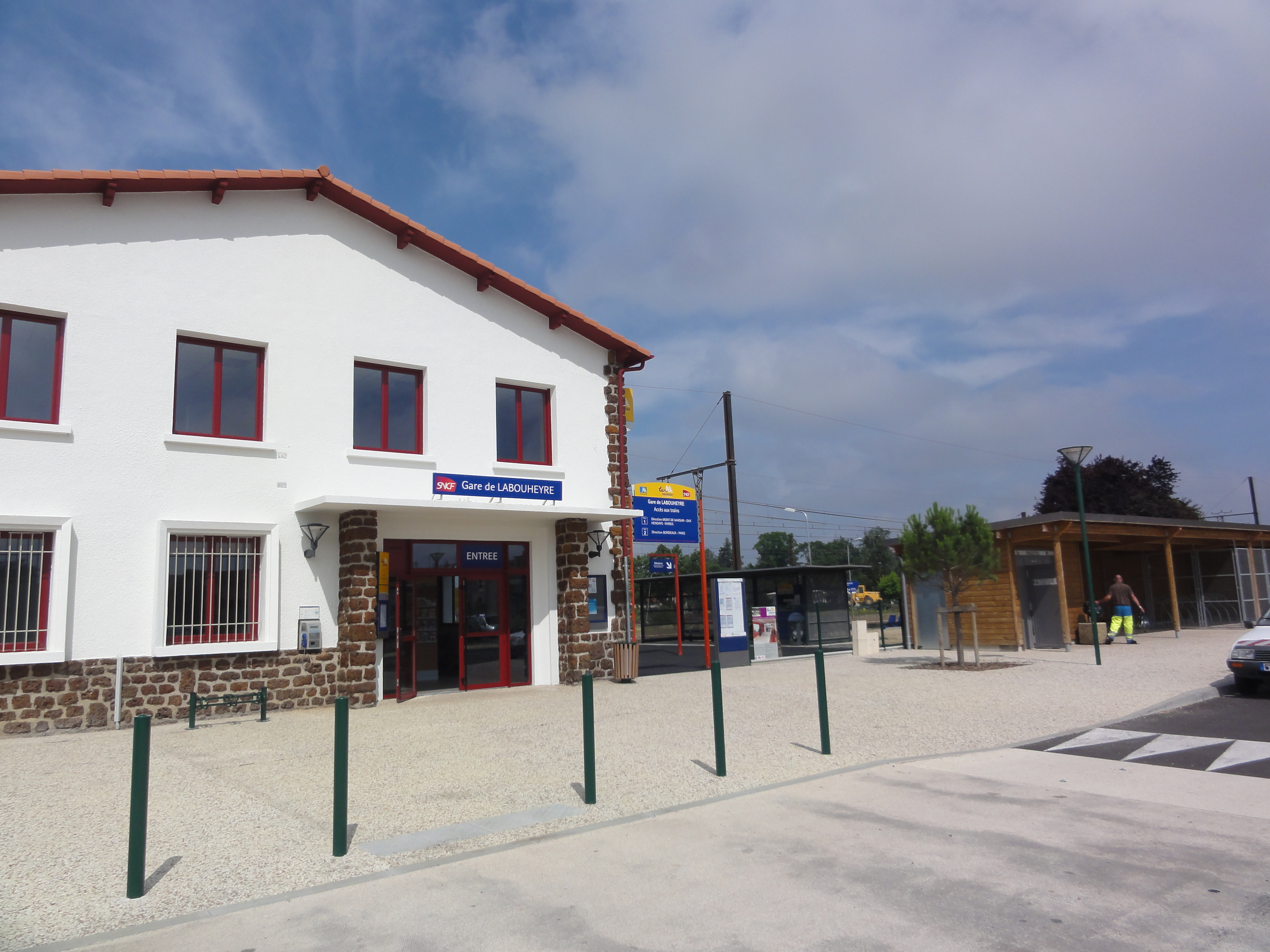
拉布埃尔火车站

### 公路
A63高速公路经过拉布埃尔镇中心附近并设有一处出入口。此外多条朗德省省道在拉布埃尔境内交汇，新阿基坦大区下属的城际客运提供巴士线路，可前往米米藏。
2017年，77.2%的拉布埃尔家庭拥有至少一辆私人汽车。2019年，拉布埃尔境内共发生各类交通事故2起，造成1人遇难，1人受伤。

### 铁路
拉布埃尔位于波尔多－伊伦铁路上。拉布埃尔站位于市区中部，停靠往返于波尔多和蒙德马桑一线的区域列车。

### 航空
距离拉布埃尔最近的民用航空站为波尔多-梅里尼亚克机场，距离拉布埃尔市中心的公路里程约88公里。

### 城市公共交通
截至2021年9月，拉布埃尔暂无城市公共交通系统。

## 政治

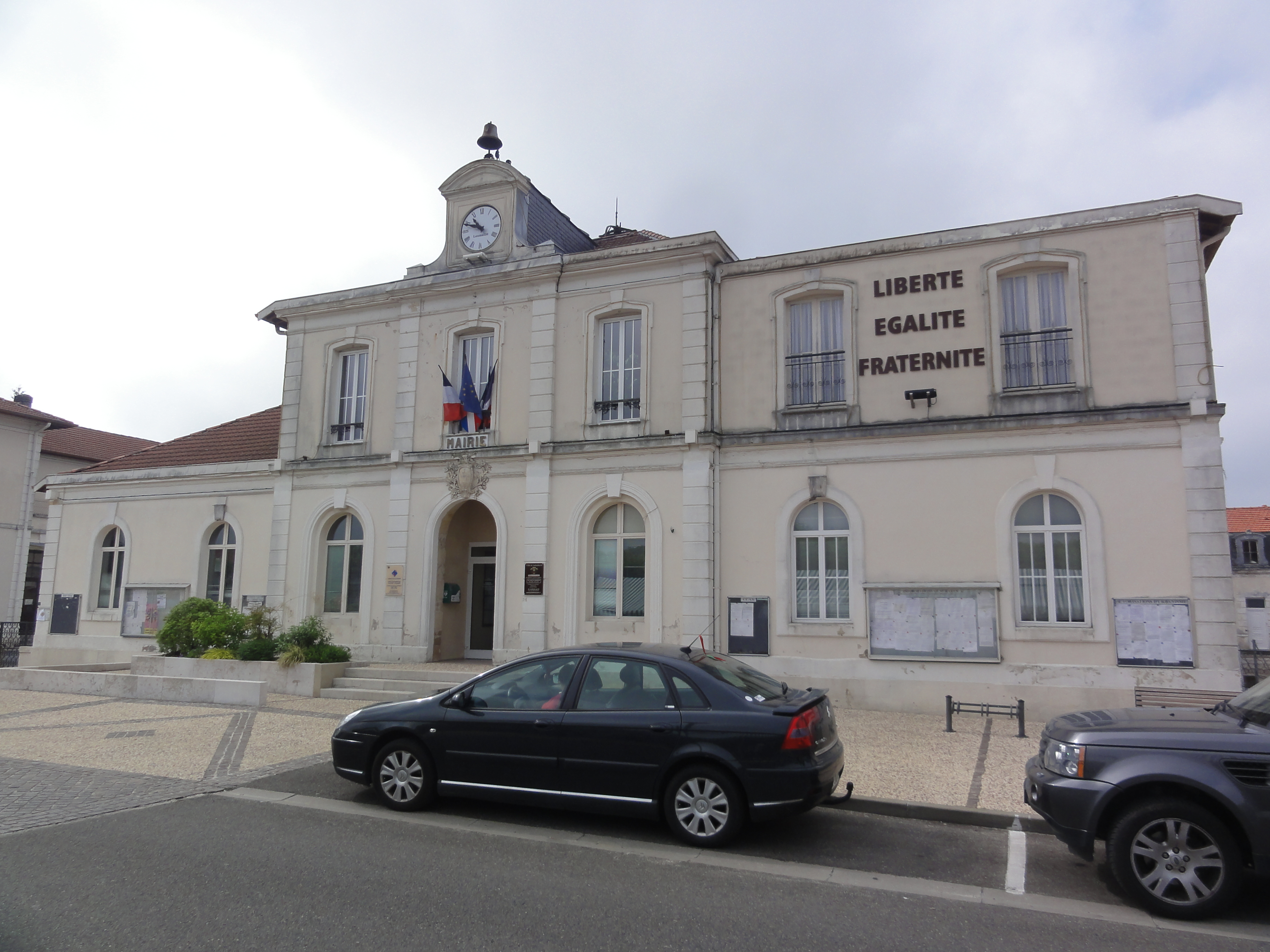
拉布埃尔市政厅

拉布埃尔的现任市长为让-路易·佩德布瓦先生（Jean-Louis Pédeuboy），他是社会党的一名成员，在2020年的市政选举中获得了63.63%的支持率。
在2017年的法国总统大选中，法国第25任总统埃马纽埃尔·马克龙在拉布埃尔获得了63.54%的支持率。

## 人口
2018年，拉布埃尔市镇人口数量为2,739，在法国排名第4,023位。其中男性1,366人，女性1,365人，75岁及以上人口占9.0%，外籍人口数量为535人，人口密度为76人/平方公里，当地居民被称为（男性）或（女性）。2019年，拉布埃尔境内出生23人，死亡人口28人。
| 年份   | 1936  | 1946  | 1954  | 1962  | 1968  | 1975  | 1982  | 1990  | 1999  | 2006  | 2011  | 2016  | 2018  |
| ------ | ----- | ----- | ----- | ----- | ----- | ----- | ----- | ----- | ----- | ----- | ----- | ----- | ----- |
| 人口數 | 1,936 | 2,204 | 2,031 | 2,169 | 2,314 | 2,649 | 2,849 | 2,816 | 2,534 | 2,507 | 2,628 | 2,736 | 2,739 |

## 经济

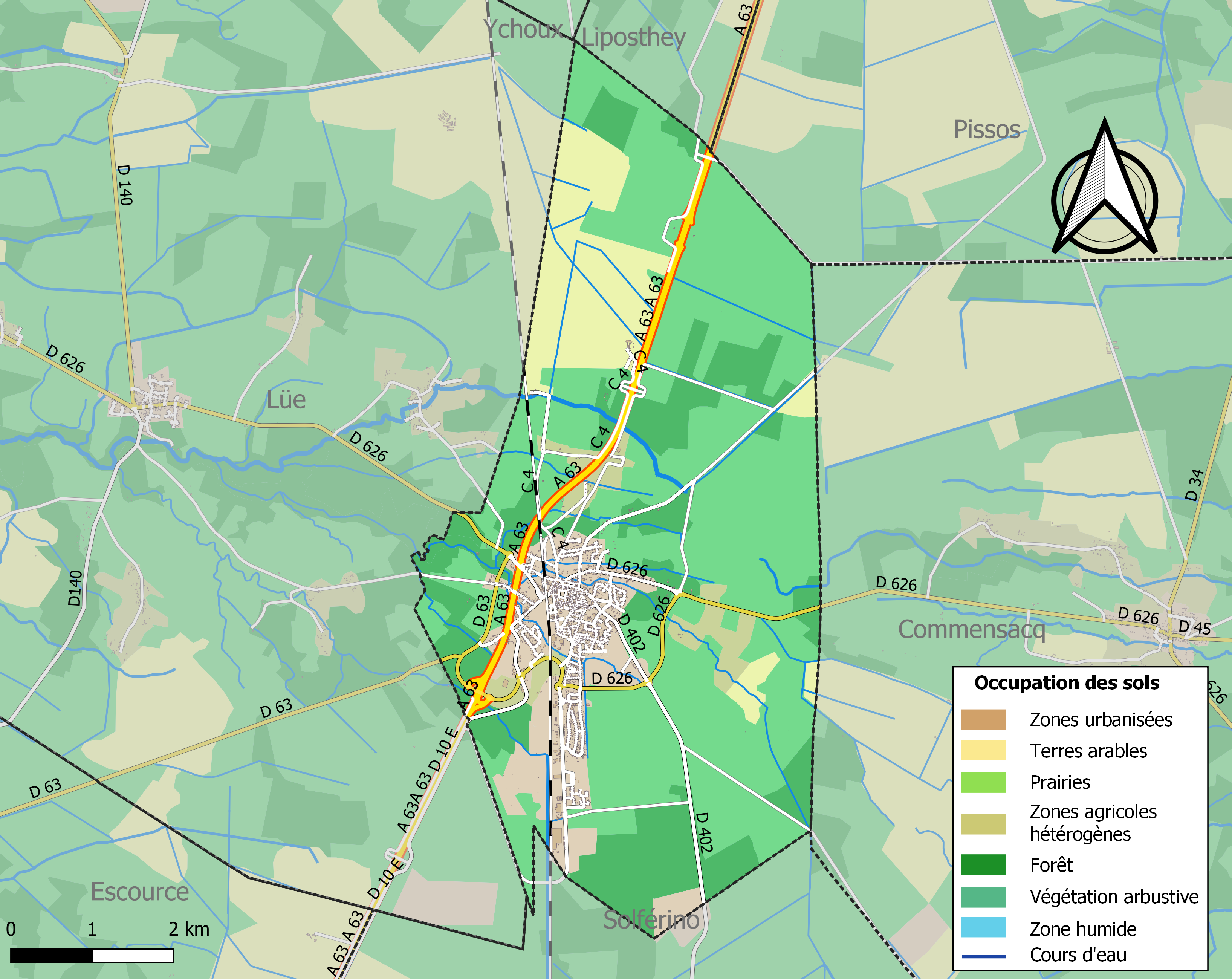
拉布埃尔土地利用情况地图

截止2021年9月，拉布埃尔共有各类用人单位（包含自雇）337家，平均历史为17年，其中98.31%为中小型企业（PME）。（木材加工）、（木制品）及（电力）是当地2019年营业额最高的三个企业，分别为16,526,487欧元、11,307,672欧元和5,640,393欧元。

## 财政收入
2019年，拉布埃尔的财政收入总额为3,279,660欧元，财政支出总额为3,000,400欧元，当年的债务总额为2,898,180欧元。2021年，拉布埃尔共获得512,829欧元的国家财政补助，比上一年减少了1.76%。
2017年，拉布埃尔的人均月收入总额为1,724欧元，其中高级职员为3,376欧元，低于法国平均水平（4,214欧元）；中级职员为2,190欧元，低于法国平均水平（2,353欧元）；普通职员为1,626欧元，亦低于法国平均水平（1,690欧元）。
2017年，拉布埃尔境内的青壮年（15至64岁）失业率为21%，当地38.1%的家庭拥有纳税资格，平均纳税1,579欧元，低于法国平均水平（3,888欧元）。

## 社会事务

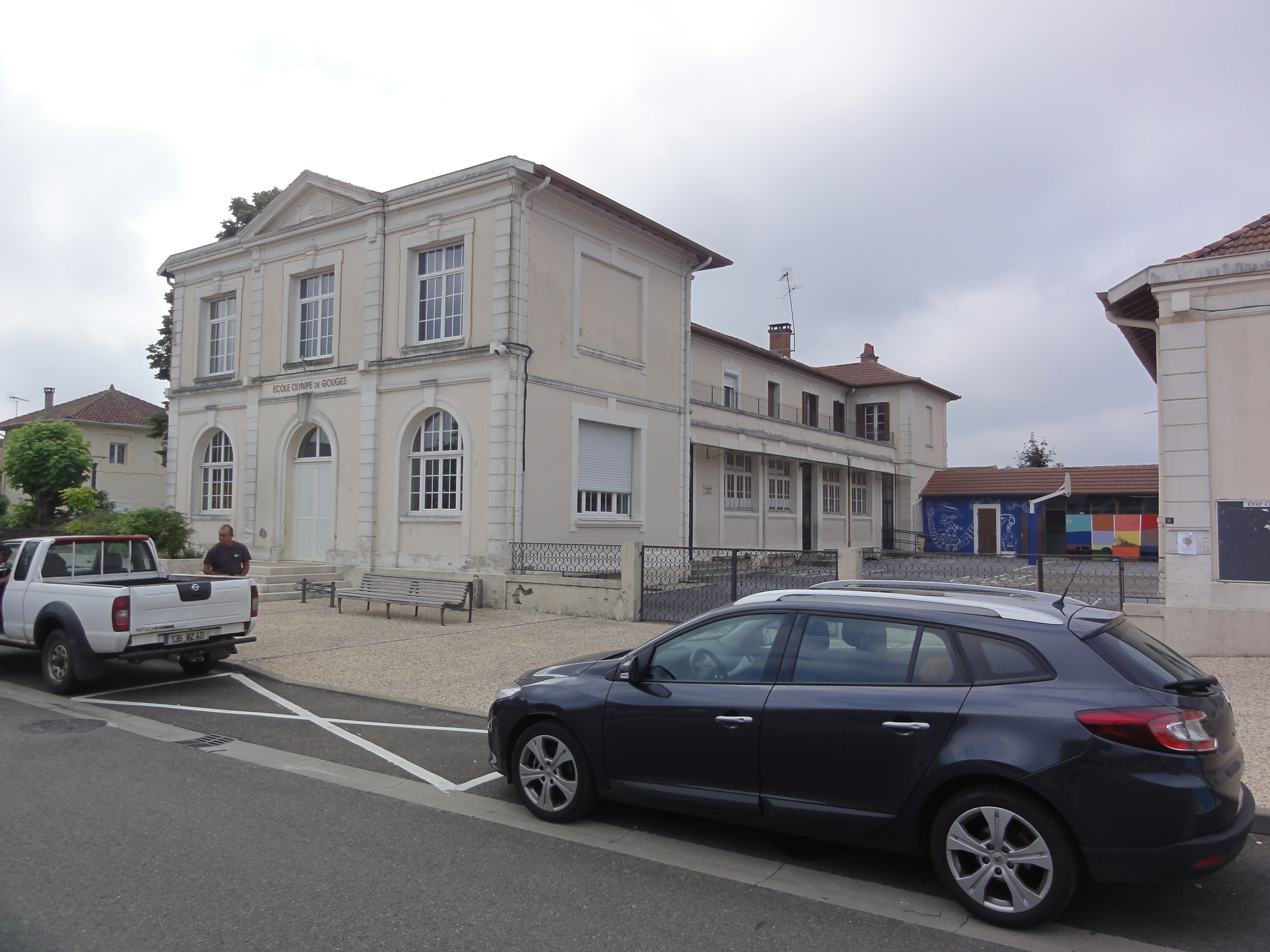
拉布埃尔境内的一所学校

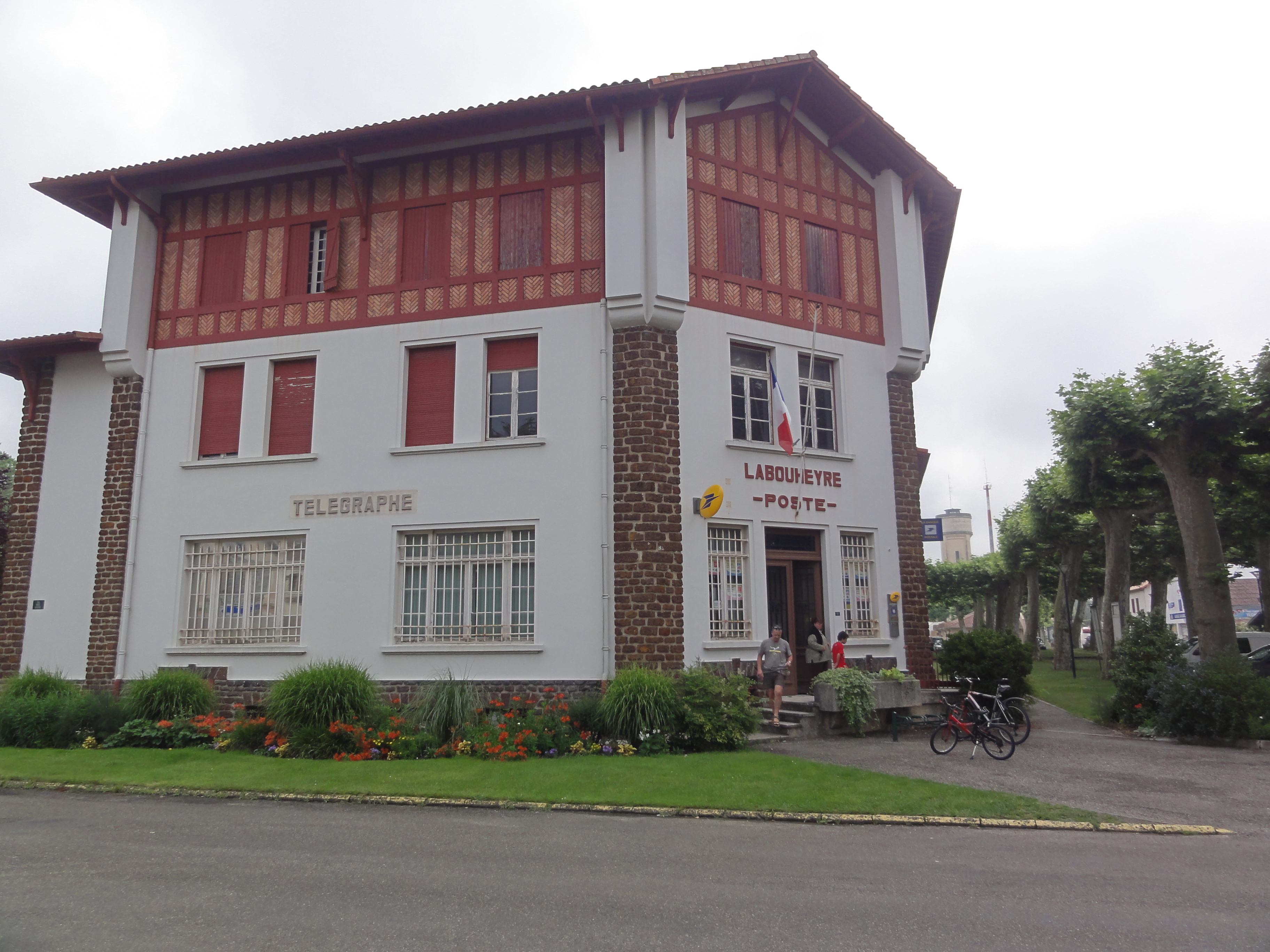
拉布埃尔邮局

### 教育
拉布埃尔属于波尔多学区。截止2019年1月1日，拉布埃尔境内共有2所小学和1所初级中学。2018至2019学年度，拉布埃尔境内共有在校中等教育阶段学生401名。

### 医疗
截止2019年1月1日，拉布埃尔境内共有全科医生3名、保健师2名、牙医2名、护士5名、助产士2名、儿科医生0名和妇科医生0名。境内共有药房1家。
距离拉布埃尔最近的区域性医疗机构为“蒙德马桑中心医院”（Centre Hospitalier de Mont-de-Marsan），其主病区莱内医院（Hôpital de Layné）位于蒙德马桑市区西部，设有床位383个，是当地规模最大的公立综合性医院，距离拉布埃尔市区的正常车程在1小时以内。

### 住房
2017年，拉布埃尔境内共有各类住房1,418套，其中84.5%为独立式居民区，15.4%为集中式居民区。常住房屋占拉布埃尔市镇范围内居民建筑总量的85.9%。
在住房保障政策方面，2017年，拉布埃尔境内共有235户家庭获得了住房经济补助，受益人数占总人口数量的8.6%，其中206份为房租补助。

### 商业
2019年，拉布埃尔境内共有各类实体商铺76家，其中餐厅10家、大型超市2家、杂货店1家、面包房1家、银行门店3家、美容美发店4家、汽车维修店15家。市区西部建有开放式商业街区，有Intermarché超市和E.Leclerc超市。

### 体育
2019年，拉布埃尔境内共有1间体育馆、6处网球场、2处足球或橄榄球场以及1处篮球或排球场。
拉布埃尔青年俱乐部（Jeunesse Sportive de Labouheyre）是当地的一家综合性俱乐部，其橄榄球队2021至2022赛季参加朗德省北部橄榄球联赛，该队还提供橄榄球培训学校；其足球队是当地唯一的注册足球队，2021至2022赛季参加朗德省足球联赛。

### 环境
拉布埃尔的环境事务由其所属的公共社区负责。2019年，拉布埃尔境内共有2家污染企业。

### 治安
2019年，拉布埃尔市镇范围内共有1处宪兵队。
2014年，拉布埃尔及附近地区共发生各类案件2,330起，其中盗窃类案件1,551起，经济类案件196起，毒品交易类案件182起。

## 文化
2019年，拉布埃尔境内有1家电影院。拉布埃尔市政府提供多媒体中心，向公众全年开放。

### 建筑
拉布埃尔境内有多处历史建筑，其中圣雅各教堂（Église Saint-Jacques de Labouheyre）是当地的地标性建筑物。

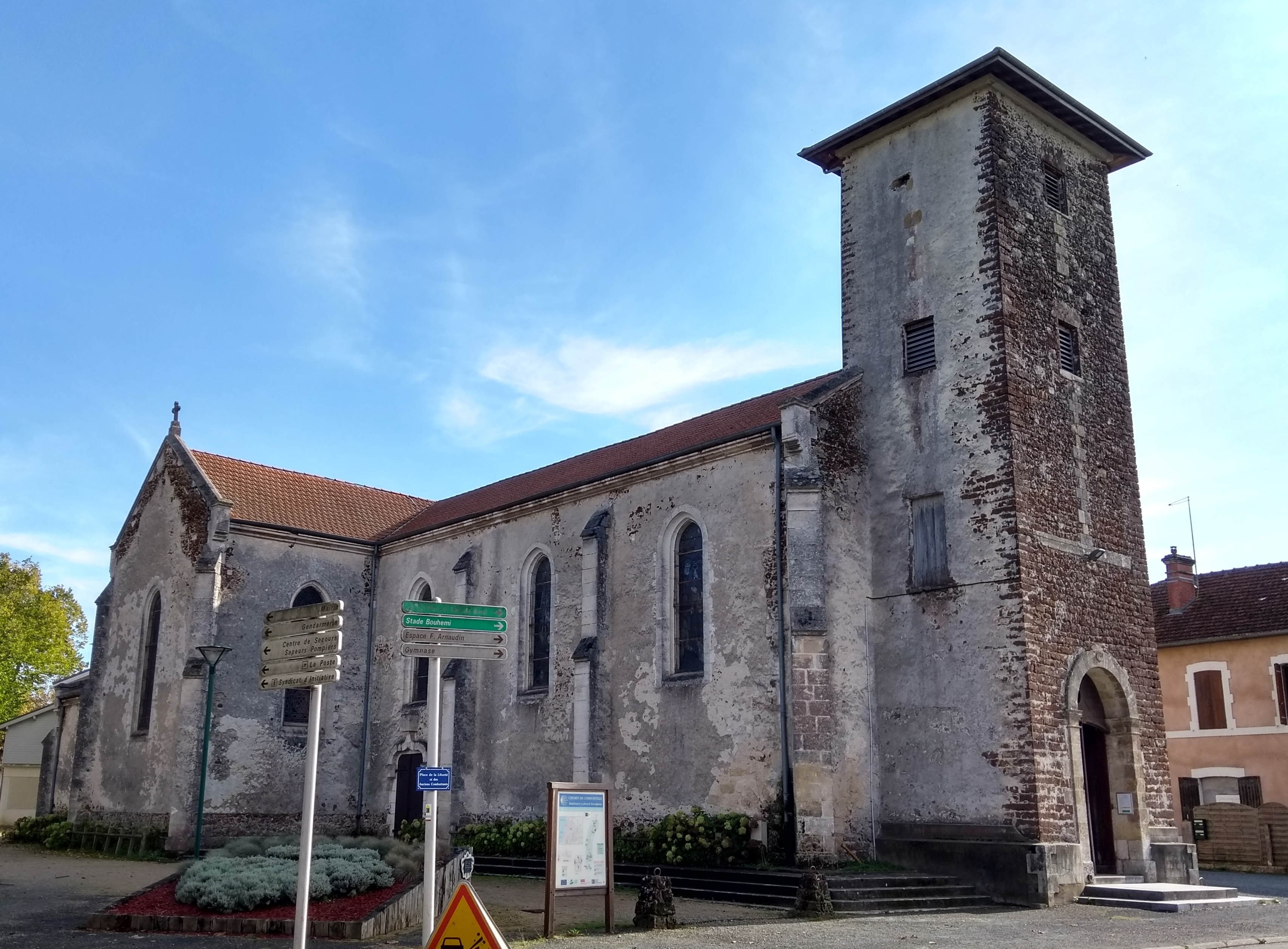
圣雅各教堂
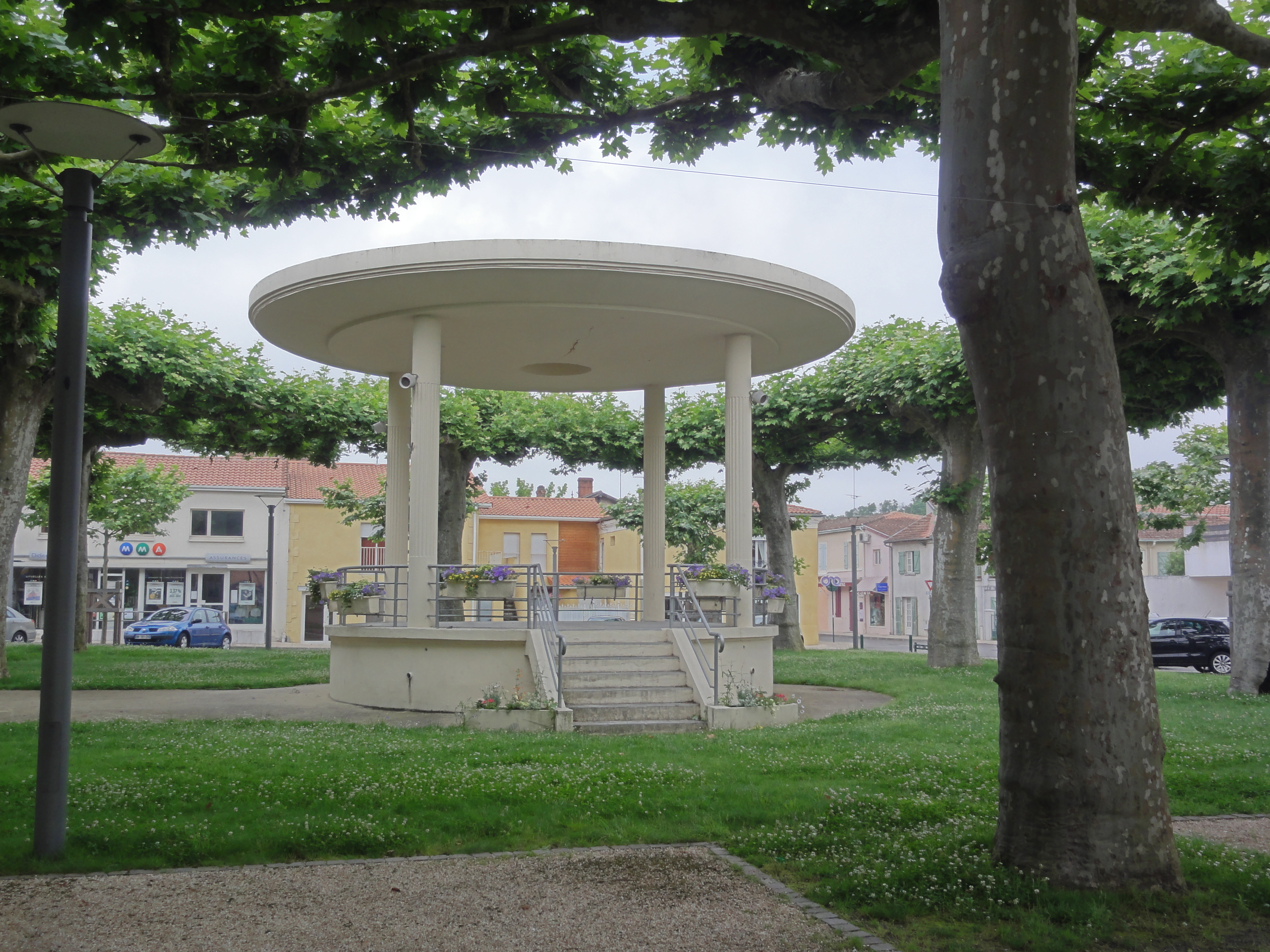
音乐凉亭
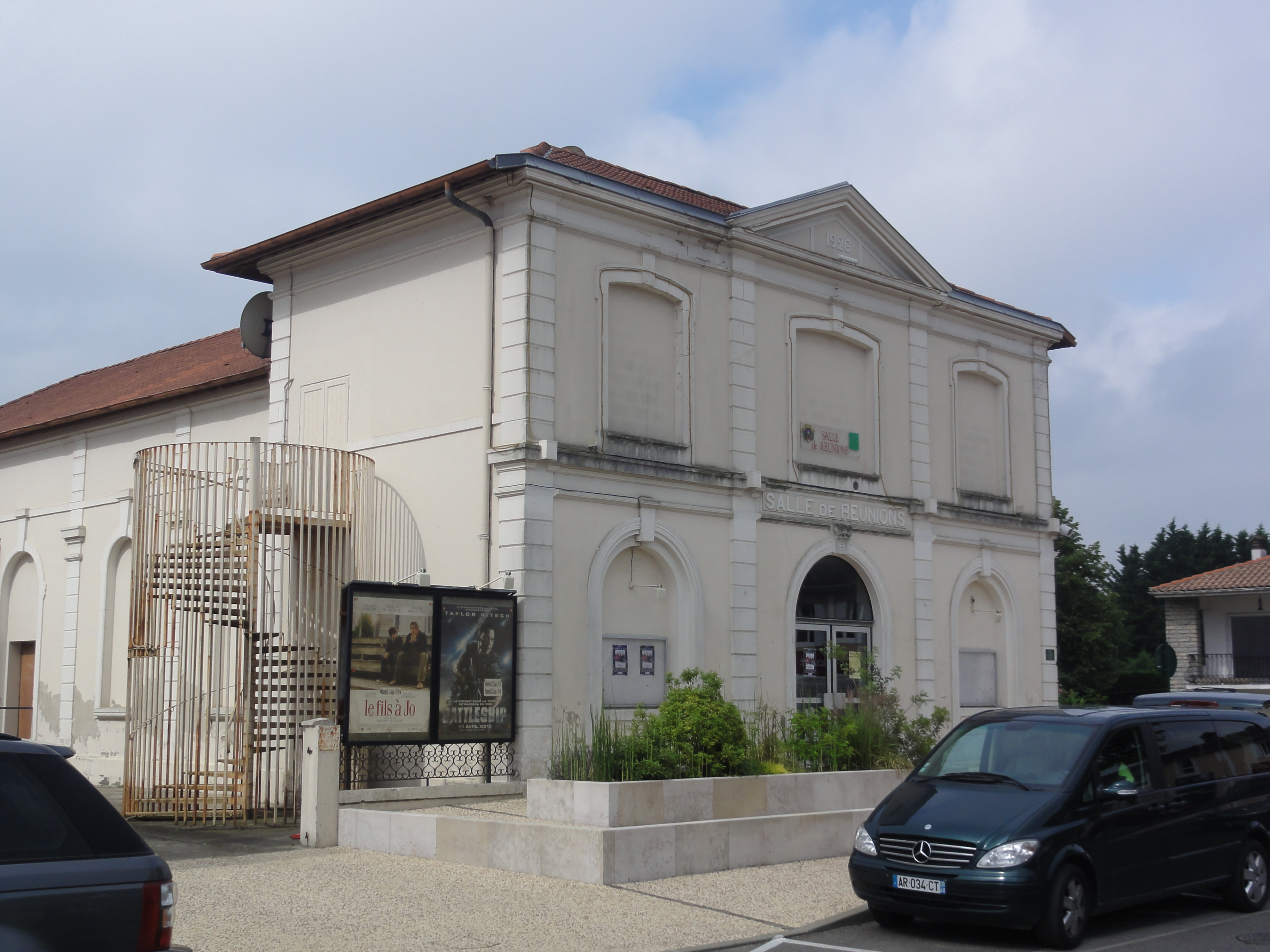
集会中心
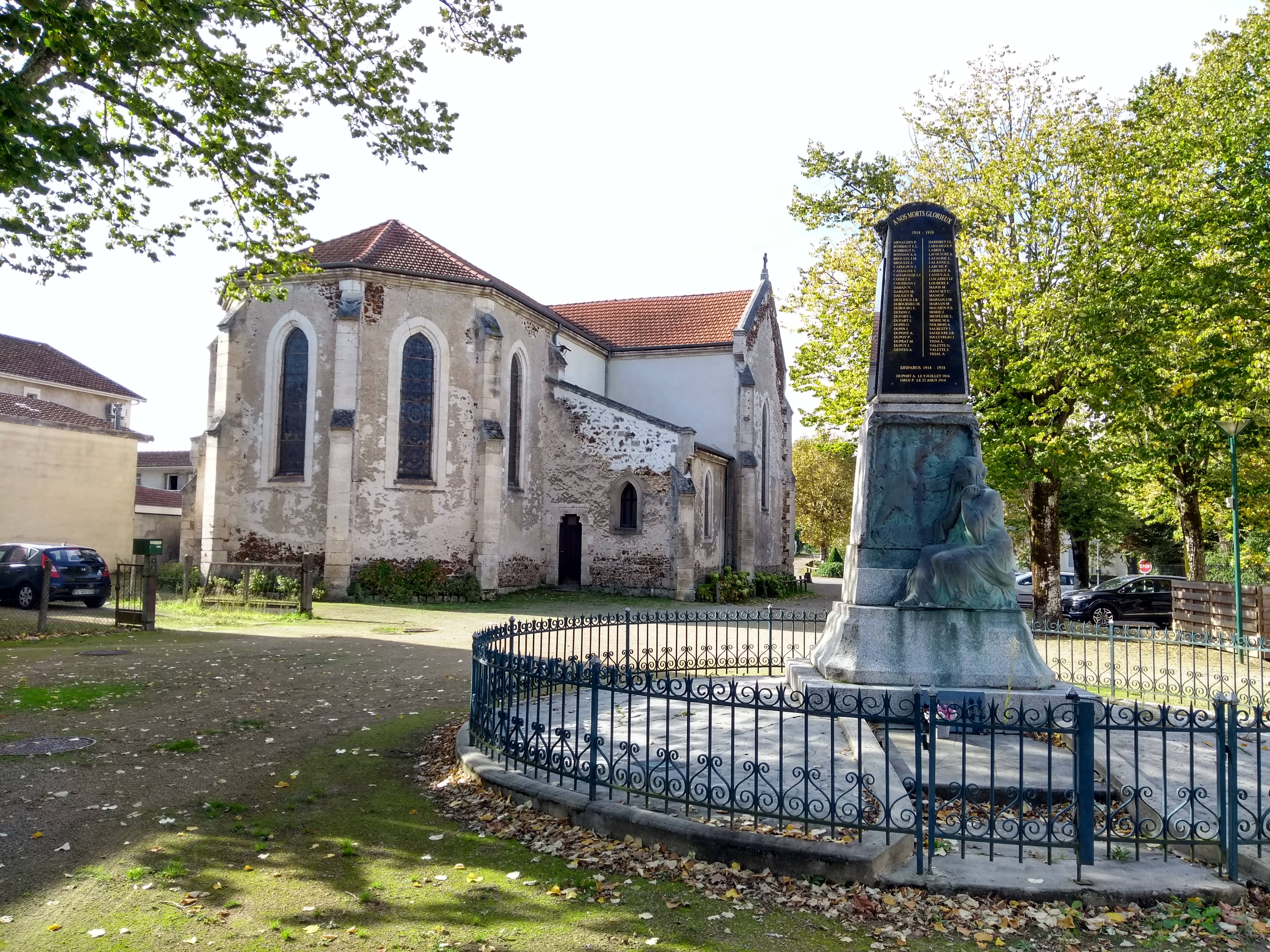
烈士纪念碑
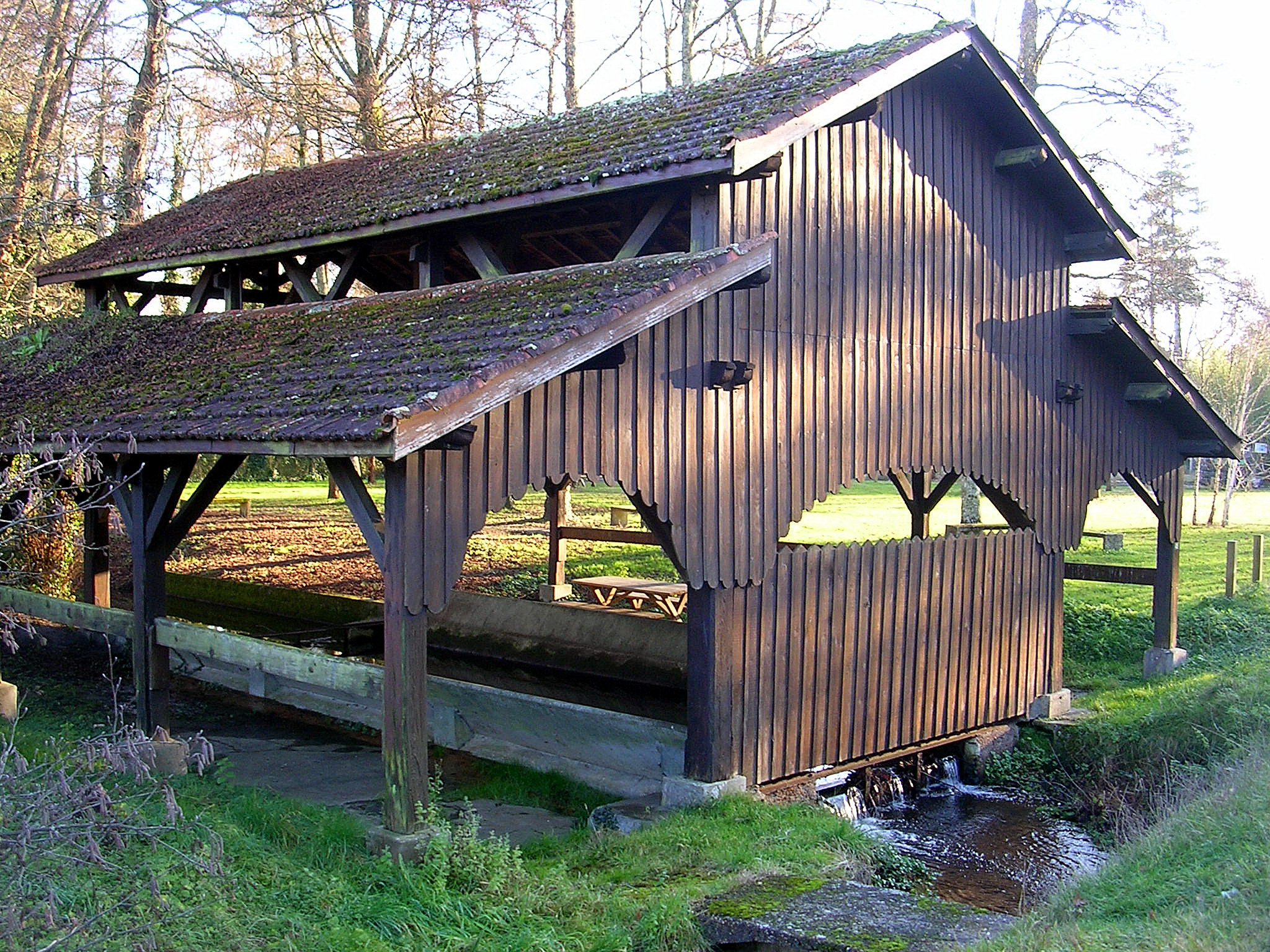
浣洗池
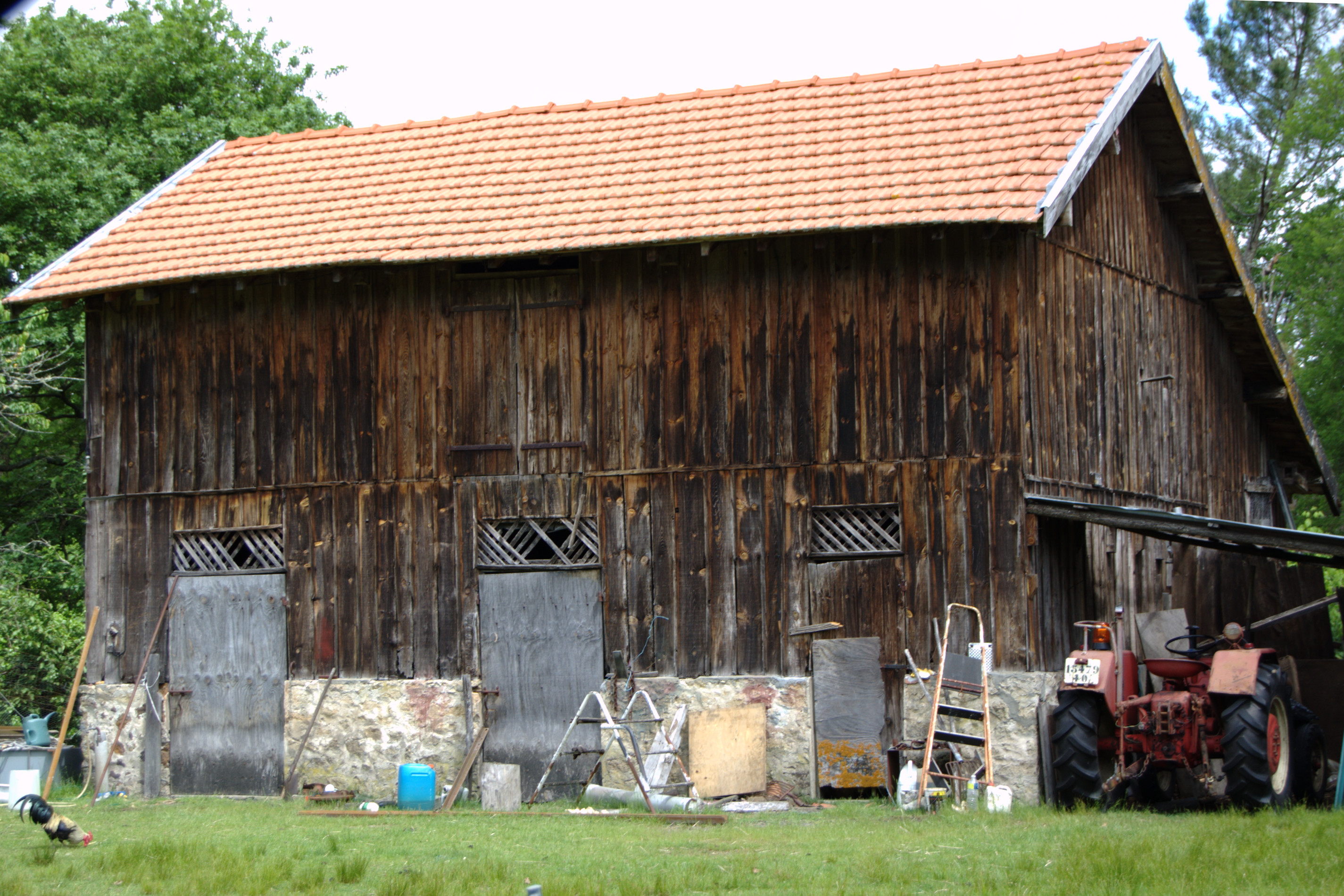
农舍

### 旅游
拉布埃尔的旅游事务由其所属的公共社区负责。2020年，拉布埃尔境内共有1家酒店共计9间房间。

### 媒体
法国主要的媒体均可在拉布埃尔接收，法国电视三台下属的新阿基坦大区频道在部分时段播出拉布埃尔所属区域的地方新闻。

## 相关人物
法国地方志学家费利克斯·阿尔诺丹出生于拉布埃尔。

## 友好城市
截至2021年9月，拉布埃尔共与一座城市互为友好城市关系：
- 葡萄牙 戈维亚